# Juan de Prado Mayera Portocarrero y Luna
Pour les articles homonymes, voir Juan de Prado.
Juan del Prado Malleza Portocarrero y Luna, né en 1716 en Léon et mort vers 1770 à Vitigudino, est un aristocrate et administrateur colonial espagnole du XVIIIe siècle. Il est gouverneur de Cuba entre 1761 et sa défaite lors de la bataille de La Havane (1762).

## Biographie
Juan del Prado né en 1716, est le second fils du marquis d'Acapulco.
Au milieu de l’année 1760, il est nommé par le roi Charles III d'Espagne gouverneur et capitaine général de l’île de Cuba mais il ne prend son poste de manière effective qu’en février  1761. Sa mission était de renforcer les défenses de l’ile contre une attaque attendue des britanniques depuis l’entrée en guerre de l’Espagne au côté de la France lors de la guerre de Sept Ans.
Au début de février 1761, débutent les travaux de fortification sur les hauteurs de La Cabaña qui surplombent la baie de La Havane et au fort El Morro. Seulement cette même année la ville est frappé par une épidémie de fièvre jaune qui fait de nombreuses victimes et paralyse l’avancée des travaux de fortification.
Le 6 juin, une puissante force d'invasion britannique commandé par George Keppel assiège La Havane. Juan de Prado assure le commandement de la défense lors de cette bataille de La Havane mais la ville doit se rendre le 13 août.
Juan de Prado et ses troupes espagnoles survivantes sont rapatriées en Espagne. À son arrivée, le gouvernement de Madrid le traduit en cour martiale. Il y est déclaré coupable d'incompétence et manque de combativité dans la défense de la Havane, et est par conséquent condamné à mort. Bien que sa sentence soit commuée en dix ans d'emprisonnement, il meurt en prison au début des années 1770.